# 伊万诺沃广场
伊万诺沃广场 (俄语：Ивановская площадь)是莫斯科克里姆林宫最大的广场，得名于广场上的伊凡大帝钟楼。

## 历史
在16世纪和17世纪，许多政府机构都设在伊万诺沃广场。其中包括负责递送私人信件的机构。因此，伊万诺沃广场成为莫斯科的第一个邮寄地址。 
在20世纪20年代末和30年代初，小尼古拉宫和升天修道院被拆除，广场得以扩大。 